# Leopold von Zedlitz-Neukirch
Ernst Leopold von Zedlitz-Neukirch (* 7. Juli 1792 in Tiefhartmannsdorf bei Schönau an der Katzbach, Kreis Goldberg; † 26. Oktober 1864 in Berlin) war ein deutscher Schriftsteller, Statistiker und Historiker.

## Leben
Freiherr Leopold von Zedlitz-Neukirch entstammte schlesischen Adelsgeschlecht Zedlitz. Er besuchte von 1803 bis 1806 das Pädagogium in Halle. 1812 trat er in die Kaiserlich-Königliche Armee ein und erhielt eine Offiziersstelle im Kürassier-Regiment Nr. 6 von Moriz Fürst Liechtenstein. In der Schlacht bei Hanau wurde er am 30. Oktober 1813 schwer verwundet und trat anschließend eine Stelle als Adjutant bei dem Feldmarschallleutnant Graf Johann Nepomuk von Nostitz-Rieneck an. 1814 begleitete er Marie-Louise von Österreich und Napoleon Franz Bonaparte bei ihrer Flucht von Rom nach Wien. 1819 kehrte er nach Preußen zurück und lebte ab 1826 in Berlin. Dort beschäftigte er sich mit wissenschaftlichen Studien und literarischen Arbeiten. Berühmt wurde Leopold von Zedlitz-Neukirch vor allem durch die Herausgabe des Neuen Preussischen Adels-Lexicons. Im Mai 1852 wurde er wegen homosexueller Kontakte zu zwei Jahren Gefängnis verurteilt.

## Schriften
- Frankreich als Militairstaat unter Ludwig XVIII zehn Jahre nach dem Pariser Frieden (1823)
- Volkssagen, Erzählungen und Dichtungen (1827)
- Die Staatskräfte der preußischen Monarchie unter Friedrich Wilhelm III.
  - Bd. 1: Statistik (1828)
  - Bd. 2: Topographie (1828)
    - Teilband 1: Die Provinzen 1) Brandenburg, 2) Pommern, 3) Schlesien
    - Teilband 2: Die Provinzen 4) Preußen, 5) Posen, 6) Sachsen, 7) Westphalen, 8) Rheinprovinz. Neufchatel und Valengin

  - Bd. 3: Militairstaat (1830)
- Blicke auf Bosnien, Rascien, die Hercegowina und Servien bei der Fortsetzung des russisch türkischen Krieges im Jahre 1829 (1829)
- Europa im Jahre 1829, Ein genealogisch-statistisch-historisches Handbuch (1829)
- Die freien Städte: Ein geographisch-statistisch-historisches Taschenbuch für Geschäftsmänner und Reisende (1831)
- Wegweiser durch den preußischen Staat in die angrenzenden Länder und Hauptstädte Europas (1831; Volltext)
- Wissenschaftliche Erläuterung zum Gebrauche globischer Darstellungen der Erde (1831)
- Polen. Ein historisch-geographisch-statistisches Taschenbuch für Reisende (1831)
- Neues hydrographisches Lexikon für die Deutschen Staaten (1833)
- Das Denkmal Friedrichs II. (1833)
- Pantheon des preussischen Heeres. (1835; Volltext)
- Neustes Conversations-Handbuch für Berlin und Potsdam zum täglichen Gebrauch der Einheimischen und Fremden aller Stände (1835)
- Neues Preussisches Adels-Lexicon, 6 Bde. (1836–1843)
- Aus der vornehmen Welt. Roman (1855)